# VX方式

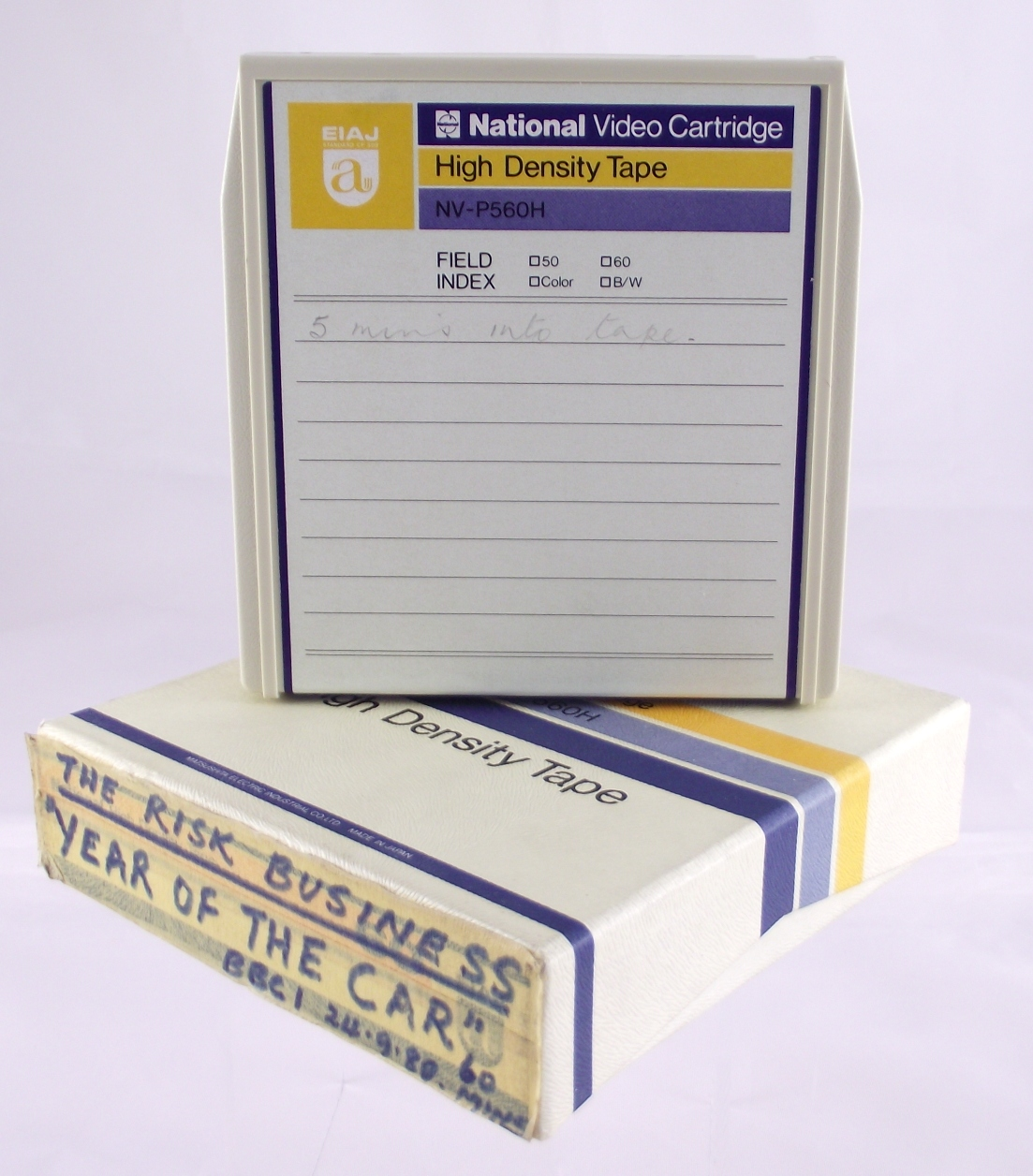
CP-508規格ビデオカセット

VX方式（ブイエックスほうしき）は、松下寿電子工業（現：PHC）が松下電器の「ナショナル」ブランドで1975年（昭和50年）から1976年（昭和51年）にかけて発売した家庭用VTR（ビデオテープレコーダ）規格。1ヘッドα巻きと分厚いカセット、ヘッドがカセット内に潜り込む珍しい構造が特徴である。
この項では松下電器でVX方式以前に存在した規格、オートビジョン方式（商品名「a-VISION」）にも触れる。

## 概要
松下電器（現：パナソニックホールディングス）は、1973年（昭和48年）4月5日に家庭用VTR規格として1/2インチテープカートリッジ（CP-508規格）を採用したオートビジョン方式VTR『a-VISION』「NV-5125」など3機種を発売。日本ビクター（現：JVCケンウッド）の上層部はこの方式を採用するよう現場に指示を出したが、ビデオ事業部長が「この方式は本命ではない」との考えで拒絶して不採用となり、1972年（昭和47年）から始まっていたVHS開発を進展させた。オートビジョン方式は録画時間が最大30分と短く、TVチューナー付き録画再生機は本体価格が348,000円と高価格であったため、市場の反応も悪く受け入れられず、短期間で消える結果となり失敗に終わった。なお、オートビジョン方式VTR「NV-5110」「NV-5120」「NV-5125」の3機種は1973年度のグッドデザイン賞を受賞している。
1974年（昭和49年）にはテープ幅3/4インチのU規格でクロスライセンスを結んでいたソニーから、テープ幅1/2インチVTRでの規格統一のためベータマックスに関するVTR試作機・技術・ノウハウを公開されたこともあり、そちらに興味を持っていたが、松下グループ（現：パナソニックグループ）内で「四国の天皇」と呼ばれるほど力を持っていた松下寿電子工業社長・稲井隆義が1975年（昭和50年）に独自に立ち上げたのがVX方式である。
ヘリカルスキャン方式でも家庭用での採用は珍しい「α巻き」を採用し、1リール2段巻きの厚みのある縦型カセットテープは、内部にヘッドが潜り込む独特の構造となっていた（ワンヘッドダイレクトローディング方式と呼ばれた）。これは、Uマチック（U規格）やベータ方式・VHS方式などがカセットからテープを引き出して回転する筒状のヘッドドラムにΩ の形のように巻きつけるという複雑な動作をしなければならないのに対し、VX方式はカセット内部であらかじめ巻きつけるような形状になっているα部分（ヘッド挿入口）にヘッドドラムを潜りこませるだけなので、比較的ビデオデッキのメカがシンプルにできたという利点があった。一方でカセット内部で常にα巻きしている分、テープに負担がかかり、テープが絡まる・切れやすい、ACモーター1台でメカを駆動させるため消費電力が多いなどの弱点があった。
松下電器は家庭用ビデオ規格が乱立していた1970年代中盤、このままVX方式で行くのか、もしくはVHSかベータマックスを新たに採用するのか不鮮明な態度であったが、1976年（昭和51年）末に相談役の松下幸之助とソニー・日本ビクター上層部による会談が行われ、その席で幸之助は同じ松下の子会社である日本ビクターのVHS方式の採用を決定したため、VX方式は2機種作られただけで結果的に姿を消すこととなった。
U規格のカセットはサイズが大きいことから「どかべんカセット」とも呼ばれたが、VX方式のカセットテープもU規格のカセットと同じく大きく更に分厚いため、こちらも「どかべんカセット」と呼ばれた。

## フォーマット概要

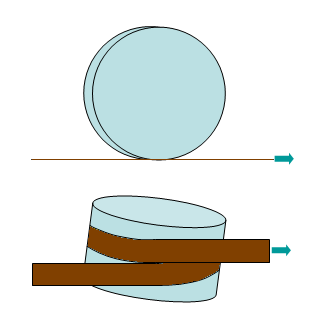
α巻きテープローディング

『家電業界』「家庭用VTRの規格比較」などによる。
- 記録方式：回転1ヘッドα巻きヘリカルスキャン方式
- ヘッドドラム径：48mm
- カセットテープサイズ: 213×146×44mm（550g）
- テープ幅：12.65mm（1/2インチ）
- テープ厚：25μm
- テープ長：315m
- テープ送り速度：52.133mm/s
- ビデオ記録トラック幅：48μm（ガードバンドあり、トラックピッチは73μm）
- オーディオトラック幅：0.4mm
- コントロールトラック幅：0.75mm
- テープヘッド相対速度：9.091m/s
- 映像信号：周波数変調（FM）シンクチップ：3.3MHz/白ピーク：4.6MHz、クロマ信号：低域変換方式（688.374kHz）
- 音声信号：1チャンネル長手方向記録（0.4mm）
- 録画時間：30分、1時間（60分）、1時間40分（100分）、2時間（120分）

## 機種一覧

### 日本国内
- VX-100（四国地区限定発売）- 1975年（昭和50年）9月発売[10]（198,000円）
- VX-2000 - 1976年（昭和51年）5月28日発表[11]、6月発売[10]（210,000円）
  - 赤穂市立民俗資料館に実機とテープが展示されている。

### 日本国外
- Quasar VR-1000（アメリカ合衆国、松下VX-2000をベース。商品名：“Great Time Machine”）[注釈 3]

## 当時存在した家庭用ビデオ規格
カッコ内は制定年又は発売年、会社名は提案会社。U規格のみテープ幅3/4インチ、他は1/2インチ。
- U規格（1970年3月）：ソニー・松下電器・日本ビクター → 放送・業務用専用に用途変更
- オートビジョン方式（1973年4月）松下電器・日立電子 → 市場に受け入れられず短期間で消滅（前述）
- Vコード（1974年9月）：東芝・三洋電機 → VコードIIへ発展
- β方式（1975年5月）：ソニー → のちにVHS併売
- VX方式（1975年10月）：松下電器（松下寿） → VHS陣営へ
- VコードII（1976年6月）：東芝・三洋電機 → ベータ陣営へ（のちにVHS陣営へ）
- VHS方式（1976年9月）：日本ビクター → デファクトスタンダード

## その他
漫画『こちら葛飾区亀有公園前派出所』で亀有公園前派出所の仮眠室のビデオデッキはVX方式のデッキが描かれていた（テレビも相当古い）。ただ、大分前に廃れてしまったビデオ規格であるため、実際に使われているかは不明。1990年代中盤以降、近代的なAVカラーテレビに置き換えられ、VX方式のデッキも消滅している。また、両津勘吉はVX方式デッキの修理が得意と言う描写もある。本デッキには別売りタイマーが存在していたが、それを持ち主は利用していなかった。
なお、東京都墨田区のレトロエンタープライズが、VX方式からのダビング作業（デジタルアーカイブ）に対応している。